# Magistralinis kelias A5

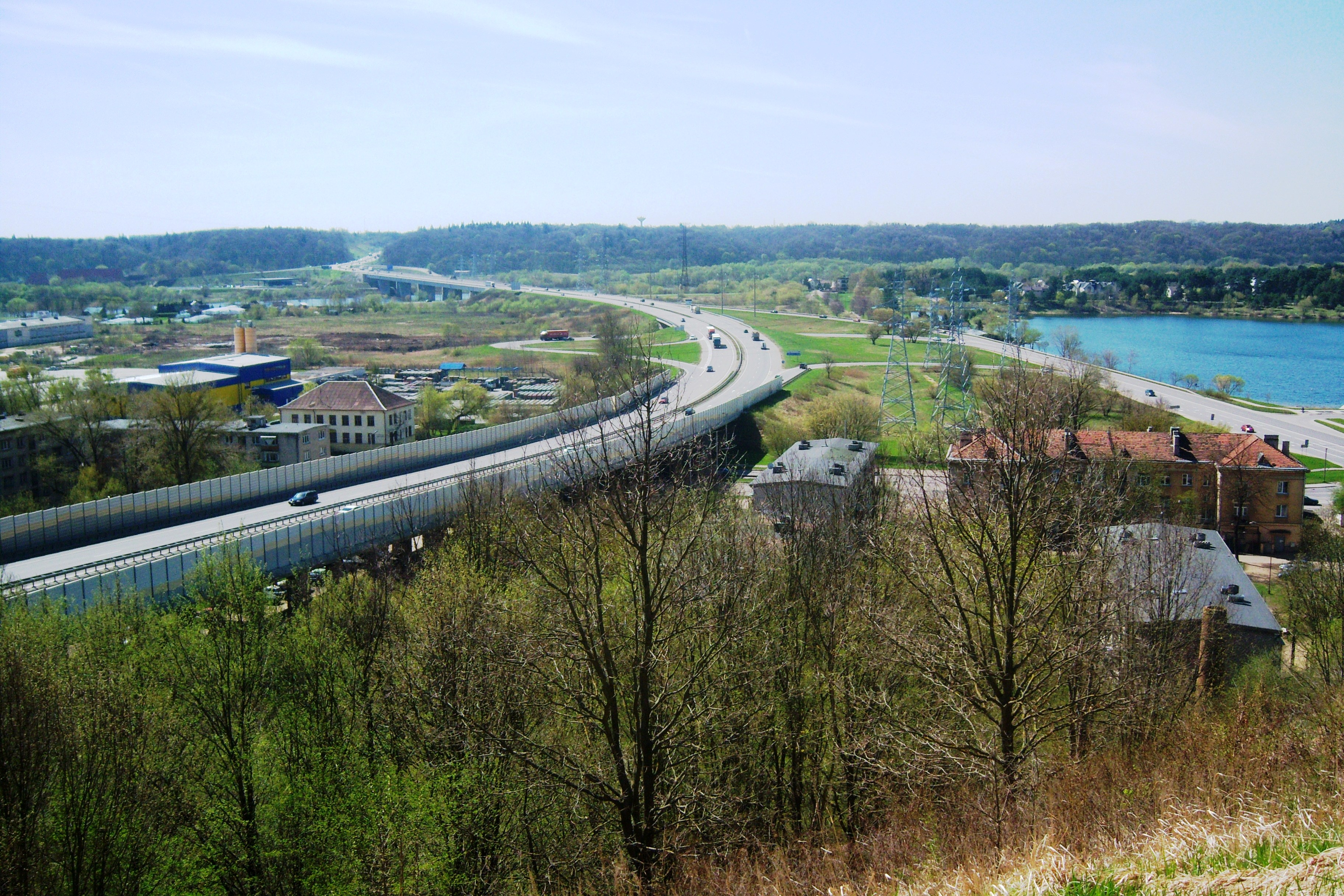
La bretella che attraversa l’area occidentale di Kaunas, vicino Lampėdžiai. In lontananza è visibile il ponte Lampėdžiai

La Magistralinis kelias A5 è una strada maestra della Lituania. Collega Kaunas al confine polacco verso Suwałki. La lunghezza del tratto autostradale in Lituania è di 97,86 km. Il tratto tra Kaunas e Marijampolė è stato rimodernato recentemente con la costruzione di una nuova corsia per carreggiata.
Il progetto più recente prevede il rifacimento dell’intero manto stradale, in modo da permettere il collegamento tra Kaunas e la strada statale S61 in Polonia.
La maggior della A5 rientra nel codice stradale europeo della Via Baltica, la quale collega Helsinki a Praga passando per Tallinn e Riga.